# Canon EF-S 18-135 мм
Canon EF-S 18-135 мм — серия зум-объективов для фотоаппаратов Canon EOS с матрицами формата APS-C. Все объективы имеют байонет EF-S, диапазон фокусных расстояний от 18 до 135 мм и диафрагму от f/3,5 на коротком фокусном расстоянии до f/5,6 на длинном.
Объективы предназначены для фотоаппаратов с кроп-матрицей, соответственно фокусные расстояния будут эквивалентны 29—216 мм.
Были выпущены три модели.

## Canon EF-S 18-135mm f/3.5-5.6 IS
Первая версия была приурочена к выходу Canon EOS 7D.
Объектив имеет четырёхступенчатый стабилизатор изображения.
Число лепестков диафрагмы этого объектива — 6, а минимальное расстояние фокусировки 0,45 м.

## Canon EF-S 18-135mm f/3.5-5.6 IS STM
Вторая версия объектива была выпущена вместе с камерой Canon EOS 650D.
Основное отличие — шаговый привод мотора фокусировки (STM). Использование этой технологии позволило добиться быстрой, плавной и совершенно беззвучной фокусировки при съёмке видео.
Объектив также оснащён стабилизатором изображения.
Ещё одним отличием является диафрагма — теперь она состоит уже из семи лепестков.
Минимальное расстояние фокусировки уменьшилось до 0,39 м.

## Canon EF-S 18-135mm f/3.5-5.6 IS USM
Третье поколение появилось вместе с фотоаппаратом Canon EOS 80D.

В данной модели компания отказалась от шагового двигателя в пользу новой технологии — мотора Nano USM.

В качестве опционального аксессуара к этому объективу Canon предлагает "адаптер сервопривода" - Power Zoom Adapter PZ E1, который позволяет менять фокусное расстояние объектива плавно, с помощью электродвигателя - как с непосредственным управлением, так и удалённо, через WiFi. Плавное зуммирование позволит достичь лучших результатов при использовании фотоаппарата для видеосъёмки. Это второй объектив фирмы Canon для системы EOS, который допускает возможность моторизованного изменения фокусного расстояния. Первый - Canon EF 35-80mm f/4-5.6 PZ (Power Zoom) был выпущен 26 годами ранее и предназначался для фотосъёмки на плёночную камеру.

## Аксессуары
- Диаметр резьбы для светофильтров у всех трёх вариантов одинаковый — 67 мм.
- Крышка объектива E-67.
- Бленда объектива EW-73B.

### Официальный сайт
- Canon EF-S 18-135mm f/3.5-5.6 IS на сайте Canon
- Canon EF-S 18-135mm f/3.5-5.6 IS STM на сайте Canon
- Canon EF-S 18-135mm f/3.5-5.6 IS USM на сайте Canon

### Обзоры на английском
- Canon EF-S 18-135mm f/3.5-5.6 IS
- Canon EF-S 18-135mm f/3.5-5.6 IS STM